# 브레이다피외르뒤르

아이슬란드의 주요 피요르드와 만.

브레이다피외르뒤르(아이슬란드어: Breiðafjörður)는 아이슬란드 서부에 위치한 피오르드로, 폭 50km, 길이 125km 정도의 얕고 넓은 바다이다. 이 만에 의해 아이슬란드 본체 및 베스트피르디르가 멀리있는 형태로 되어 있다. 브레이다피외르뒤르는 주위가 산으로 둘러싸여 있다. 남쪽은 스나이펠스네스반도이며, 이 반도의 끝에 아이슬란드를 대표하는 경승지 스나이펠스외쿨이 있다. 북측은 서부 피오르드 반도이다. 지질학적 특징으로서 만 북쪽의 육지는 약 1,500만년 전에 형성된 것으로 추정되고 있지만, 남쪽의 스나이펠스네스반도의 남단은 그 절반 정도로 추정되고 있다.

## 경제 활동
어업, 관광 산업, 해초잡이가 주요 산업이다. 브레이다피외르뒤르는 어류의 산란장이기도 하다.